# برناردو موتا
برناردو موتا (بالبرتغالية: Bernardo Mota‏) مواليد 14 يونيو 1971 في لشبونة، هو لاعب كرة مضرب برتغالي سابق بدأ مسيرته كمحترف سنة 1991 وكان يلعب باليد اليمنى، اعتزل اللعب في 2005. أعلى تصنيف له في الفردي كان المركز الـ 194 في سنة 1997. سبق أن شارك في دورة الألعاب الأولمبية الصيفية.

## روابط خارجية
- برناردو موتا على موقع رابطة محترفي التنس (الإنجليزية)
- برناردو موتا على موقع الاتحاد الدولي لكرة المضرب (الإنجليزية)
- برناردو موتا على موقع كأس ديفيز (الإنجليزية)
- برناردو موتا على موقع خلاصة التنس.كوم (الإنجليزية)
- برناردو موتا على موقع أوليمبيديا (الإنجليزية)